# موردانو
موردانو (به ایتالیایی: Mordano) یک کومونه در ایتالیا است که در استان بولونیا واقع شده‌است.

## خصوصیات
موردانو ۲۱ کیلومترمربع مساحت و ۴٬۴۰۲ نفر جمعیت دارد و ۲۱ متر بالاتر از سطح دریا واقع شده‌است.

## خواهرخوانده
شهر Mezőhegyes خواهرخواندهٔ موردانو هست.